# Riachinho (Minas Gerais)
Riachinho es un municipio brasileño del estado de Minas Gerais. 

## Historia
Primer Prefecto de Riachinho-MG fue el Dr. Marcus Antonius Cordeiro Corrêa, médico de la región, el cual, junto con la familia, tuvo amplia actuación en el municipio. En la época, junto con la primera dama, Auristela Batista Cunha (Téia), antes de que la ciudad fuera emancipada, construyó el primer Hospital del municipio, Primera escuela primaria y Cementerio municipal.

## Geografía
Se localiza a una latitud 16°13′48″ S y a una longitud 45°59′30″ O, estando a una altitud de 550 metros. 
Su población estimada en 2004 era de 8.340 habitantes.